# Jessie Pollock
Jessie Pollock, també anomenada Eliza Pollock, (Estats Units 1841 - data de mort no coneguda) fou una tiradora amb arc nord-americana, guanyadora de tres medalles olímpiques.

## Biografia
Va néixer vers el 1841, si bé es desconeix el lloc exacte. Així mateix es desconeix la data de la seva mort.

## Carrera esportiva
Membre del club de tir amb arc de la ciutat de Cincinnati, va participar en els Jocs Olímpics d'Estiu de 1904 realitzats a Saint Louis (Estats Units), on aconseguí guanyar la medalla de bronze en les proves de ronda Nacional i ronda Colúmbia així com la medalla d'or en la prova femenina per equips.